# Królestwo Westfalii
Królestwo Westfalii – państwo niemieckie ze stolicą w Kassel, należące do Związku Reńskiego. Zostało utworzone przez Napoleona Bonaparte w 1807 roku po pokoju w Tylży, a w jego skład weszły terytoria utracone przez Prusy oraz ich niemieckich sojuszników. Królem Westfalii był najmłodszy brat Napoleona, Hieronim Bonaparte. Królestwo przestało istnieć w 1813 roku, gdy zajęły je wojska VI koalicji antyfrancuskiej. Po likwidacji napoleońskiej Westfalii przywrócono poprzedni podział terytorialny.
Wbrew nazwie państwa tylko niewielka, zachodnia część jego terytorium leżała na terenach historycznej Westfalii, która w większości znajdowała się w granicach Wielkiego Księstwa Bergu.

## Utworzenie
Nowe państwo powstało w efekcie wojny między napoleońską Francją a należącymi do IV koalicji antyfrancuskiej Prusami. W kończącym konflikt traktacie w Tylży (9 lipca 1807 roku) pokonany król Prus był zmuszony zrzec się terytoriów na zachód od Łaby. Zlikwidowano również księstwa Hesji-Kassel oraz Brunszwiku, których władcy stanęli w czasie wojny po stronie Prus. Z tych księstw, terenów utraconych przez Prusy i Hanower oraz z ziem niektórych mniejszych państw niemieckich Napoleon utworzył 18 sierpnia 1807 roku Królestwo Westfalii. Miało ono być państwem satelickim Francji, rządzonym przez najmłodszego brata cesarza – Hieronima. Nowe królestwo miało powierzchnię ok. 45 000 km² i około 2 milionów mieszkańców. Jego stolicą zostało Kassel.

## Ustrój
W listopadzie 1807 roku Napoleon nadał Westfalii konstytucję, która była pierwszym dokumentem tego typu w historii Niemiec. Stworzyli ją na polecenie cesarza francuscy prawnicy, a w trakcie jej redagowania nie uwzględniono poprawek wniesionych przez delegację westfalską.
Ustawa zasadnicza wprowadzała ustrój oparty na silnej władzy wykonawczej, reprezentowanej przez króla. Pewną rolę odgrywał także parlament, jednak to władca decydował o jego zwołaniu oraz zakończeniu obrad. Co więcej, deputowanych wybierali elektorzy wyznaczeni przez króla. Konstytucja dawała też monarsze szerokie uprawnienia w zakresie nominowania urzędników lokalnych i kontroli nad władzą sądowniczą, która jednak formalnie była niezależna. 
W praktyce parlament Westfalii przestał funkcjonować, kiedy w czasie sesji w 1810 roku deputowani zażądali daleko idących zmian w przedstawionych przez rząd projektach nowych podatków. Hieronim nie mógł zmusić ich do głosowania zgodnie ze swoją wolą, ale od tego czasu zaprzestał zwoływania parlamentu i rządził dekretami.
W sferze społecznej konstytucja gwarantowała równość wobec prawa i wolność wyznania, znosiła poddaństwo i przywileje stanowe. Likwidowała cechy, zezwalała na swobodne zajmowanie się handlem i wprowadzała emancypację Żydów. Ustanawiała także publiczny charakter procesu i sąd przysięgłych w sprawach kryminalnych. Na jej mocy prawem cywilnym w Westfalii stał się Kodeks Napoleona. Aby dostosować bardziej szczegółowe przepisy do nowej ustawy zasadniczej, w 1808 roku wprowadzono również oparte na francuskich wzorcach kodeksy prawa handlowego i karnego. Także podział administracyjny był wzorowany na francuskim - państwo podzielono na departamenty.

## Gospodarka
Sytuacja gospodarcza królestwa Westfalii była trudna przez cały okres jego istnienia. Dość dobrze funkcjonowało rolnictwo, jednak handel nie mógł się rozwijać z powodu ograniczeń narzuconych w ramach blokady kontynentalnej oraz z racji licznych ceł wewnętrznych. Państwo ponosiło duże koszty wojskowe związane z wystawieniem armii, zaopatrzeniem twierdz i utrzymaniem oddziałów francuskich. Ponadto Napoleon zajął część państwowych dóbr ziemskich na terenie Westfalii, co zmniejszyło dochody skarbu. W tych okolicznościach dług publiczny wzrósł w latach 1808-1813 z 47 do 220 milionów franków. Aby sprostać wymaganiom narzucanym przez cesarza, władze królestwa nakładały na ludność wysokie podatki, również pośrednie. Sprzedawały także państwową ziemię, a w czasie wojny 1813 roku uciekały się do konfiskat i wymuszania pożyczek od obywateli.

## Armia
Utrzymanie wojska wymagało nie tylko dużych nakładów finansowych, ale także rekrutów. W całym czasie istnienia królestwa Westfalii pobór objął na jego terenach około 70 tysięcy ludzi, a około 30 tysięcy zaciągnęło się z własnej woli. Tak więc w armii służyło w czasie wojen napoleońskich około 4,5-5% ludności państwa, co było olbrzymim odsetkiem. Wojsko było dla wielu mieszkańców Westfalii szansą na zrobienie kariery. Choć większość oficerów wywodziła się ze szlachty, nie istniały żadne społeczne bariery awansu. Oficerami zostawali również ludzie niższego stanu, a także Żydzi, jako że konstytucja gwarantowała równe prawa niezależnie od pochodzenia i wyznania.

## Westfalia w napoleońskiej Europie

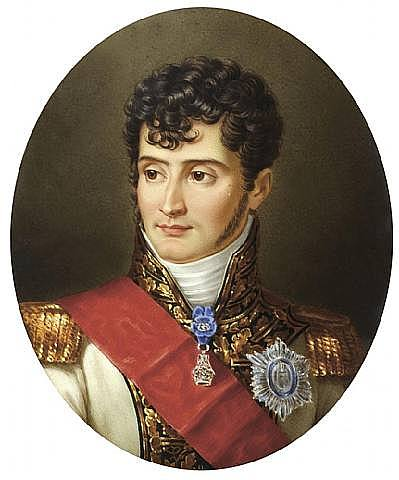
Hieronim Bonaparte, król Westfalii - portret autorstwa Sophie Lienard

Francuzi stanowili około 25% wyższych rangą urzędników i oficerów królestwa. Również w rządzie Westfalii część ministrów była Francuzami. Choć królem był brat Napoleona, jego posunięcia były ściśle obserwowane przez cesarskiego przedstawiciela w Kassel, który - jak skarżył się bratu Hieronim - opłacał nawet szpiegów na dworze. 
Pozycja satelickiego państwa Francji wiązała się z licznymi zobowiązaniami, przede wszystkim finansowymi i wojskowymi. Rząd musiał utrzymywać armię liczącą 25 tysięcy żołnierzy i pokrywać koszty utrzymania oddziałów francuskich stacjonujących na westfalskim terytorium. Królestwo było też zmuszone uczestniczyć w wojnach prowadzonych przez Napoleona. W 1808 roku jego władze wysłały 9,5 tysiąca żołnierzy do Hiszpanii. W ciągu pierwszego roku około 5 tysięcy z nich zginęło w walkach lub zmarło z powodu szerzących się w armii chorób. Większość pozostałych wycofano, a na Półwyspie Iberyjskim pozostały jedynie niewielkie siły westfalskie.
W 1809 roku wybuchła wojna między Francją a Austrią. Armia austriacka najechała Niemcy, a habsburska propaganda wzywała do powstania przeciwko Napoleonowi. Hasła te nie trafiły na zbyt podatny grunt, jednak Westfalia była dwukrotnie atakowana przez oddziały niemieckich sprzymierzeńców Austrii. W obu przypadkach najeźdźcy nie uzyskali poparcia ludności, na które liczyli, i musieli się wycofać. Nie powiodła się także inspirowana przez Prusy rebelia, zorganizowana przez barona von Dörnberga, który podburzył kilka tysięcy chłopów i próbował zbuntować armię królestwa. Żadna jednostka nie przeszła jednak na jego stronę, a zgromadzonych przez niego buntowników rozproszono w pierwszym starciu.
W 1810 roku Napoleon przyłączył do Westfalii księstwo Hanoweru. Oznaczało to zwiększenie powierzchni państwa do ok. 77 tysięcy km², a ludności do niemal 3 milionów mieszkańców. Aneksja stała się jednak przyczyną konfliktu między cesarzem a Hieronimem. Napoleon żądał sporządzenia dokładnej umowy, która określałaby zobowiązania finansowe Westfalii wobec Francji w związku z powiększeniem terytorium królestwa; nie godził się na przekazanie bratu pełni władzy w Hanowerze bez spełnienia tego warunku. Ponieważ negocjacje nad warunkami takiej umowy utknęły w martwym punkcie, w Hanowerze funkcjonowała faktyczna dwuwładza francusko-westfalska, a między urzędnikami i wojskowymi obu stron dochodziło do bójek i pojedynków. Sytuację tę zakończyła decyzja Napoleona z grudnia 1810 r. o podziale Hanoweru - bogatszą część północno-wschodnią anektował do Francji, a Westfalia zachowała biedniejszą i mniej ludną część południowo-zachodnią. W trakcie sporu o Hanower cesarz domagał się również od Hieronima bardziej zdecydowanej walki z przemytem brytyjskich towarów, zabronionych dekretem o blokadzie kontynentalnej. Choć najmłodszy Bonaparte już wcześniej dokładał starań, aby ukrócić ten proceder, Napoleon uważał jego działania za nieskuteczne i w 1810 roku nakazał rozmieszczenie w Westfalii francuskich celników.
W czasie wojny 1812 roku królestwo Westfalii wysłało w głąb Rosji 22 tysiące żołnierzy. Jedynie 1,5 tysiąca z nich wróciło razem z resztkami Wielkiej Armii, pozostali zginęli lub dostali się do niewoli. Klęska Napoleona oznaczała przeniesienie wojny na tereny Niemiec, co w 1813 roku spowodowało upadek państwa westfalskiego.

## Upadek
Między kwietniem a październikiem 1813 roku tereny królestwa były kilkakrotnie atakowane przez wojska rosyjskie. Jeden z rosyjskich dowódców proponował Hieronimowi przejście na stronę koalicji antyfrancuskiej w zamian za zachowanie tronu Westfalii, jednak król odrzucił tę ofertę. Ostatecznie los państwa rozstrzygnął się po bitwie pod Lipskiem (16-19 października). Napoleon podjął wówczas decyzję o wycofaniu całej armii na zachodni brzeg Renu, co oznaczało oddanie przeciwnikom wszystkich ziem niemieckich. 26 października król Hieronim opuścił Kassel i skierował się ku granicy. W następnych dniach Westfalia została opanowana przez siły koalicji. Jej tereny zostały przywrócone Prusom oraz restytuowanym państwom niemieckim (Hesja-Kassel, Brunszwik, Hanower). Skutkiem tych zmian było wycofanie większości reform wprowadzonych w królestwie w czasach napoleońskich.